# Club Foot
Club Foot è un singolo del gruppo musicale britannico Kasabian, il secondo estratto dal loro omonimo album di debutto, pubblicato il 10 maggio 2004.
Nel 2004 i Kasabian pubblicarono un omonimo EP in Australia, in Giappone e in Europa, contenente Club Foot, Reason Is Treason e i relativi video più una nuova canzone, mentre nel marzo del 2005 pubblicarono per una seconda volta la canzone con il singolo Club Foot/55, che arrivò alla posizione numero 21 dell'Official Singles Chart.

## Video musicale
Il video ufficiale è dedicato allo studente cecoslovacco Jan Palach, divenuto simbolo della resistenza anti-sovietica durante la Primavera di Praga. Il video fa inoltre riferimento alla Rivoluzione ungherese del 1956.

## Utilizzo del brano nei media
Il brano è stato utilizzato per anni, sino al 2013, in numerosi film, videogiochi e programmi televisivi vari. Tra le apparizioni più rilevanti: nei videogiochi Tony Hawk's Project 8, Pro Evolution Soccer 5, WRC: Rally Evolved, Midnight Club 3 - DUB Edition, SingStar Rocks!, Alan Wake's American Nightmare e FIFA 13, nei film Goal!, The Guardian, Doomsday - Il giorno del giudizio e ACAB - All Cops Are Bastards e nel telefilm Human Target (terzo episodio della seconda stagione).

## Tracce
Testi di Sergio Pizzorno, musiche di Sergio Pizzorno e Christopher Karloff.

### Club Foot

#### Mini CD
- PARADISE05

1. Club Foot - 3:34

#### Maxi CD
- PARADISE08

1. Club Foot - 2:51
2. Club Foot (Jagz Kooner Vocal Mix) - 4:51
3. Trash Can - 2:51
4. Sand Clit - 3:53
5. Club Foot (Video) - 3:54

#### EP
1. Club Foot – 2:51
2. Reason Is Treason – 3:44
3. Trash Can – 2:52
4. Club Foot (Video) - 3:54
5. Reason Is Treason (Video) - 3:41

#### Vinile 12"
- PARADISE06

1. Club Foot (Jagz Kooner Vocal Mix) - 5:05

- PARADISE07

1. Club Foot (Temple Of Hell Remix) - 5:32

#### Vinile 10"
- PARADISE09

1. Club Foot - 2:51
2. Club Foot (Jagz Kooner Vocal Mix) - 4:51
3. Club Foot (Paradise Mix) - 4:01

### Club Foot/55
Mini CD
- PARADISE28

1. Club Foot – 2:51

- PARADISE29

1. Club Foot – 3:35
2. 55 (Live @ Brixton Academy) – 4:23

#### Maxi CD
- PARADISE30

1. Club Foot – 2:51
2. The Duke – 3:35
3. Bang – 3:05
4. Club Foot (Jimmy Douglass Remix) – 3:21
5. Club Foot (video)
6. Club Foot Live @ Brixton Academy (video)

#### Vinile 10"
- PARADISE31

1. Club Foot – 2:51
2. 55 (Live @ Brixton Academy) – 4:23
3. Club Foot (Jimmy Douglass Remix) – 3:21

## Classifiche
Club Foot
| Classifica (2004) | Posizione massima |
| ----------------- | ----------------- |
| Regno Unito       | 19                |

Club Foot/55
| Classifica (2005) | Posizione massima |
| ----------------- | ----------------- |
| Regno Unito       | 21                |